# 富山県道378号松倉宮路線
富山県道378号松倉宮路線（とやまけんどう378ごう まつくらみやじせん）は、富山県中新川郡立山町内を通る一般県道である。

## 概要

### 路線データ
- 起点：富山県中新川郡立山町松倉字宇塚（富山県道168号小又下段線交点）
- 終点：富山県中新川郡立山町宮路字中道下（富山県道6号富山立山公園線・富山県道15号立山水橋線交点）
- 延長：7,536m

## 沿革
- 1993年（平成5年）4月1日 - 認定[1]

## 地理

### 通過する自治体
- 富山県中新川郡立山町

### 接続する道路
- 富山県道168号小又下段線（起点：立山町松倉字宇塚）

この間通行不能（座主坊トンネルを含む）
- 立山町道（立山町栃津）
- 富山県道6号富山立山公園線・富山県道15号立山水橋線（終点：宮路（東）交差点）

### 周辺
- 富山地方鉄道立山線・上滝線 岩峅寺駅
- 立山町立立山小学校
- 刀尾宮（座主坊神社）
- とやま健康の森 グリーンパーク吉峰
- 常願寺川

## その他
- ゼンリンデータコム提供の電子地図では、通行不能区間の道路は記載されていない（2011年（平成23年）11月15日現在）。
- 富山県発表の「県管理道路の通行止め箇所一覧」[2]では「座主坊トンネル」のみ通行止めとされているが、実際には、同トンネルを含め長い区間が通行不能となっている。